# Бехрићи
Бехрићи су насељено мјесто у Босни и Херцеговини у општини Кисељак које административно припада Федерацији Босне и Херцеговине. Према попису становништва из 1991. у насељу је живјело 199 становника.

## Становништво
Према попису становништва из 1991. године ту је живело 199 становника.
| Националност       | 1991.        |
| Муслимани          | 153 (76,88%) |
| Хрвати             | 45 (22,61%)  |
| остали и непознато | 1 (0,50%)    |
| укупно             | 199          |